# Osnovna šola Maksa Pleteršnika Pišece
Osnovna šola Maksa Pleteršnika Pišece je osrednja izobraževalna ustanova v krajevni skupnosti Pišece. Obsega osnovno šolo, ki izvaja program devetletke in pa vrtec. Šola je poimenovana po slovenskem učitelju, jezikoslovcu in slovaropiscu, Pišečanu Maksu Pleteršniku. Med letoma 1936 in 1939 je v njej poučevala učiteljica in mučenka Ivanka Škrabec Novak.